# Claude François
Claude Antonie Marie François (Ismaília, 1 de fevereiro de 1939 — Paris, 11 de março de 1978) foi um cantor pop francês.

## Carreira
O cantor nasceu no Reino do Egito (atual Egito) em 1939, onde seu pai era controlador de tráfego marítimo do Canal de Suez.
Em 1956, com a nacionalização do canal, sua família se vê obrigada a deixar o país, se instalando então no principado de Mônaco, e posteriormente em Nice, na França.
Contrariando a vontade de seu pai, que queria que o filho trabalhasse no ramo da contabilidade, Claude François dedicar-se-á à música.
O cantor tocou bateria em um grupo de jazz de Monte-Carlo, mas pouco tempo depois resolveu se mudar para Paris, em busca de novas oportunidades.
Gravando em francês versões de clássicos do rock e do iê-iê-iê, Claude François emplaca seu primeiro sucesso em 1962: Belles, belles, belles. Daí em diante uma legião de jovens vai acompanhar o cantor por toda a sua carreira.
Em 1967, Claude François e Jacques Revaux escreveram uma canção chamada Comme d'habitude que se tornou um sucesso nos países francófonos. O cantor canadense Paul Anka reescreveu o texto para o público anglófono sob o título My Way, que tornou-se um sucesso mundial nas interpretações de Elvis Presley e Frank Sinatra.
Em 1966, Claude François passa a fazer suas apresentações acompanhado das Clodettes, algo equivalente às Chacretes no Brasil. Com músicas dançantes e coreografias um tanto extravagantes, Claude François torna-se um dos maiores sucessos das pistas de dança.
Morreu no dia 11 de março de 1978, aos 39 anos. Durante um banho na banheira, como sempre perfeccionista, observou uma lâmpada com mau contato e foi ajeitá-la, sendo acidentalmente eletrocutado.
O filme intitulado "My Way - O Mito Além da Música" mostra toda a sua biografia.

### Vendas recordes
Segundo seus filhos, Claude François vendeu cerca de 61 milhões de discos (35 milhões em vida e 26 milhões desde sua morte). No entanto, de acordo com o programa Ca s'en va et ça retornando da cultura francesa, esses números são inflacionados por razões de marketing: o cantor teria realmente vendido 20 milhões de discos durante sua vida e 6 milhões desde sua morte. Em 2008, o jornal Liberacion já havia contestado a cifra de 61 milhões de discos vendidos.
De acordo com uma estimativa feita ao longo de um período que abrange as vendas por artista de 1955 até o final de 2009, Claude François é o quinto maior vendedor de discos na França, atrás de Johnny Hallyday, Michel Sardou, Jean-Jacques Goldman e Sheila.

## Músicas favoritas
De acordo com uma pesquisa de 2003, as cinco canções favoritas de Claude François para os franceses são:
1. Belles ! Belles ! Belles ! ;
2. Comme d'habitude ;
3. Cette année-là ;
4. Alexandrie Alexandra ;
5. Le Lundi au soleil

Entre 1972 e 1978, 16 títulos de Claude François foram classificados como "número 1" na parada de sucessos da RTL, incluindo Le Lundi au soleil, Chanson populaire, Le Mal-Aimé, Le Telephone pleure, Magnolias For Ever e Alexandrie Alexandra.

## Álbuns
- 1967 - Comme d'habitude
- 1968 - Eloïse
- 1969 - Un monde de musique
- 1969 - Tout éclate, tout explose
- 1969 - Claude François à l'Olympia
- 1970 - Le monde extraordinaire de Claude François
- 1971 - C'est la même chanson
- 1971 - Tournée été 71
- 1971 - Il fait beau, il fait bon
- 1972 - Y'a le printemps qui chante
- 1972 - Le lundi au soleil
- 1973 - Je viens dîner ce soir
- 1973 - Chanson populaire
- 1973 - Claude François sur scène
- 1974 - Le mal aimé
- 1975 - Toi et moi contre le monde entier
- 1975 - Pourquoi pleurer
- 1975 - Eté 75
- 1976 - Pour les jeunes de 8 à 88 anos.
- 1976 - Le vagabond
- 1977 - Je vais à Rio
- 1977 - Magnolias for ever
- 1978 - Bordeaux rosé
- 1993 - Hommages
- 1996 - Le monde extraordinaire de Claude François
- 1996 - En vrai
- 1998 - Danse ma vie (Remix)
- 1998 - Les concerts inédits de musicorama
- 1998 - Eloïse - 65/69
- 1998 - Bernadette - 68/75

## Filmografia
- 1977 - Drôles de zèbres (filme de Guy Lux)
- 2004 - Podium (filme sobre os sósias de Claude François)
- 2012 - Cloclo (filme biografia de Claude François)